# 잉글랜드 U-16 축구 국가대표팀
잉글랜드 U-16 축구 국가대표팀(영어: England national under-16 football team)은 잉글랜드를 대표하는 16세 이하의 축구 국가대표팀으로, 잉글랜드의 축구 관리 기관인 잉글랜드 축구 협회의 관리를 받는다.

## 역대 감독
| 감독        | 임기        |
| ----------- | ----------- |
| 스티브 쿠퍼 | 2014 ~ 2015 |